# هانس أوتو إردمان
هانس أوتو إردمان (بالألمانية: Hans Otto Erdmann)‏ هو مقاوم ألماني، ولد في 18 ديسمبر 1896 في تشيرنياخوفسك في روسيا، وتوفي في 4 سبتمبر 1944 في Berlin-Plötzensee ‏ في ألمانيا بسبب شنق.